# Stefan Filipović

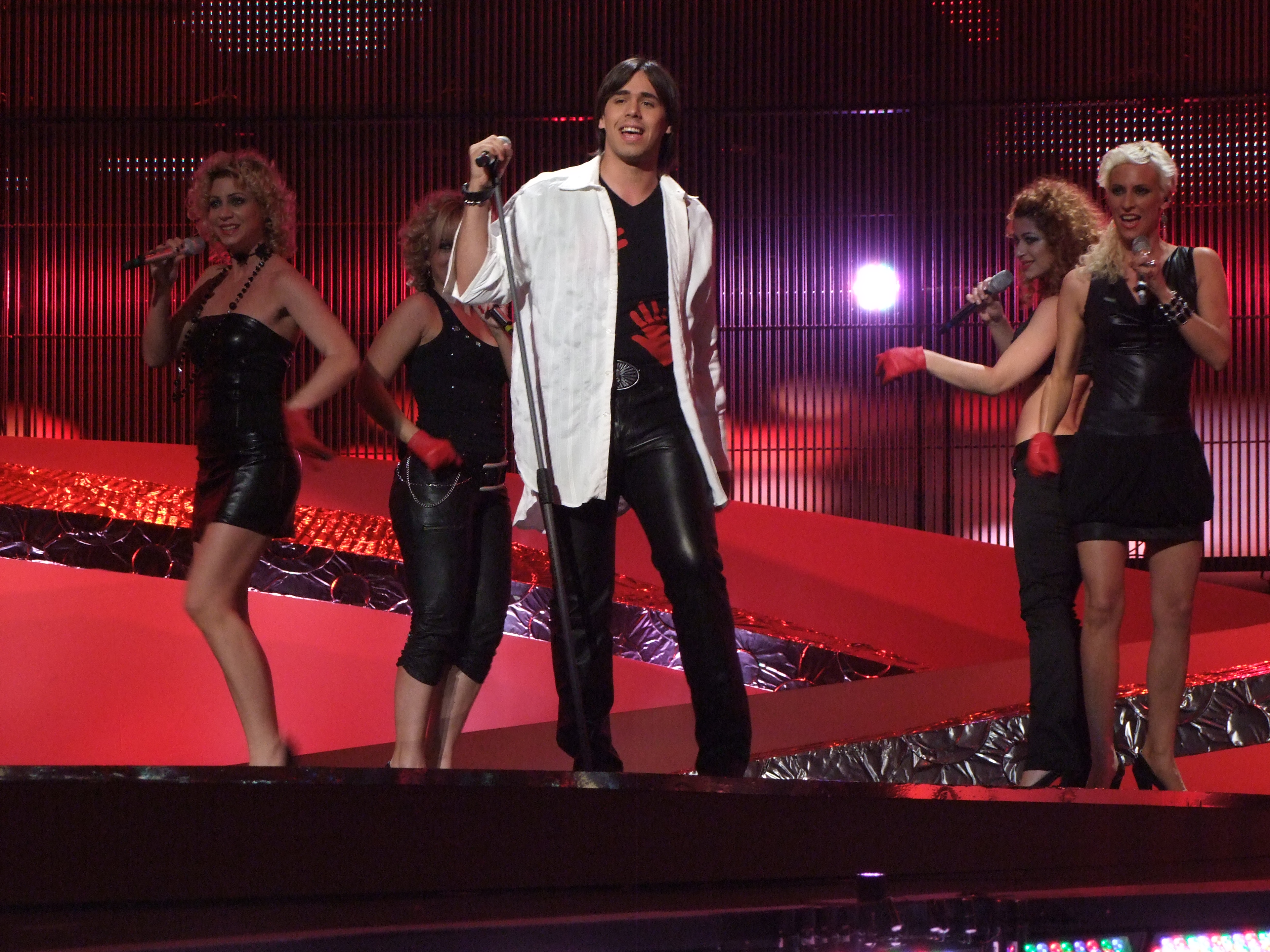
Stefan Filipović tijdens het Eurovisiesongfestival 2008

Stefan Filipović (Montenegrijns: Стефан Филиповић) is een Montenegrijns zanger die geboren werd in Titograd (nu: Podgorica) in 1987.
Hij deed voor Montenegro aan het Eurovisiesongfestival in 2008 met het lied Zauvijek Volim Te. Hij eindigde in de eerste halve finale als 14de met 23 punten, hierdoor kwalificeerde hij zich niet voor de finale.